# ناديا حمدي
ناديا حمدي ( - 5 أبريل 1989) هي ممثلة لبنانية، بدأت مسيرتها الفنية في الستينيات من خلال السينما حيث شاركت بفيلم «مرحبا أيها الحب» عام 1962، ثم فيلم «الجاكوار السوداء» عام 1965، لتتوالى بعدها أعمالها ما بين السينما والتلفزيون والمسرح، والتي من أبرزها (جحا، الدنيا هيك، لمسة حنان، أيام اللولو، الصبا والجمال). وافتها المنية عام 1989 إثر معاناة مع مرض السرطان.

## أعمالها
1989 - مسلسل
ندم
1989 - مسلسل
مع الأطباء العرب
1988 - مسلسل
هيك ربونا (فارس ابن ام فارس)
1987 - مسلسل
أم نونو
أيام اللولو
1986 - فيلم
صاحبة البيت
رحلت ذات الصباح
1986 - مسلسل
عذاب الأمهات
1986 - فيلم
هلا
1986 - مسلسل
الآداء الصوتي
اهربوا جايي القفورة
1985 - مسلسل
فلتسقط الدموع
1985 - مسلسل
من وحي أبي دلامة
1985 - مسلسل
هنادي
1985 - مسلسل
عفاف
الجهة الخامسة
1984 - فيلم
مطلوب لكل الجهات
1984 - مسلسل
البخلاء
1983 - مسلسل
صبيحة
عيوق ورفقاتوا
1983 - مسلسل
وأمطرت ذات صيف
1983 - مسلسل
ويبقى الإسلام الأمل
1983 - مسلسل
أربع مجانين وبس
1982 - مسلسل
الصفقة
1982 - فيلم
الطيبون
1982 - مسلسل
ح5 / زينب
حكايا الأصمعي
1982 - مسلسل
لا تقولي وداعا
1982 - مسلسل
الملجأ
1981 - فيلم
الأم الفسطينية
رجال القضاء ج2
1981 - مسلسل
رجال ومواقف
1980 - مسلسل
بربر آغا
1979 - مسلسل
زعزوعه
بنت البواب
1979 - مسلسل
وهيبة
غدا تزهر الارض
1979 - مسلسل
وبقي الحب
1979 - مسلسل
الدنيا نغم
1978 - فيلم
الصمت
1978 - مسلسل
سامي (ماسح الأحذية)
1978 - مسلسل
ظلال الحب
1978 - مسلسل
بعد العذاب
1977 - مسلسل
ديالا
1977 - مسلسل
سعده
الدنيا هيك
1976 - مسلسل
الست ميسرة
يسعد مساكم
1976 - مسلسل
أم هيام
باي باي ياحلوة
1975 - فيلم
سيدتي الجميلة (النشالة)
1975 - فيلم
واو سين
1975 - مسرحية
أم منى
البؤساء
1974 - مسلسل
الفرق نمرة
1974 - مسرحية
ناديا
اليد الجريحة
1974 - مسلسل
عزة
حول غرفتي
1974 - مسلسل
ليلى والبراق
1974 - مسلسل
غيداء
المفسدون في الأرض
1973 - مسلسل
حتى نلتقي
1973 - مسلسل
سناء (الخادمة)
رمالنا خضرا
1973 - مسلسل
كان يا ما كان ج1
1972 - مسلسل
محاكمات أدبية
1972 - مسلسل
عجيب أفندي
1971 - مسلسل
قصر الحمراء
1971 - مسلسل
قضية وحرامية
1971 - مسرحية
لمسة حنان
1971 - فيلم
التائه
1970 - مسلسل
الحب والفلوس
1969 - فيلم
جحا
1969 - مسلسل
حب الرمان
شارع العز
1969 - مسلسل
الصعاليك
1968 - فيلم
جلنار هانم
الطريد
1968 - فيلم
الملعون / همسة الشيطان
1968 - فيلم
برج الحوت
1968 - مسلسل
الأخرس والحب
1967 - فيلم
انتصار المنهزم
1967 - فيلم
شارع الضباب
1967 - فيلم
في طريقي رجل
1967 - فيلم
مسحر رمضان (فاعل خير)
1967 - مسلسل
يا صبر أيوب
1967 - مسلسل
الجكوار السوداء
1965 - فيلم
الراهبة
1965 - فيلم
الصبا والجمال
1965 - فيلم
ولدت من جديد
1965 - فيلم
مرحبا أيها الحب
1962 - فيلم
أم صلاح
إسألوا لبيبة
1983 - مسلسل
غزاة من الفضاء (جونغر<nowiki>)